# Niagara-on-the-Lake
Niagara-on-the-Lake is een plaats (town) in de Canadese provincie Ontario en telt 14.587 inwoners (2006). De oppervlakte bedraagt 132,83 km².
De plaats ligt aan de monding van de Niagara (rivier) in het Ontariomeer en staat ook bekend om haar productie van Icewine.

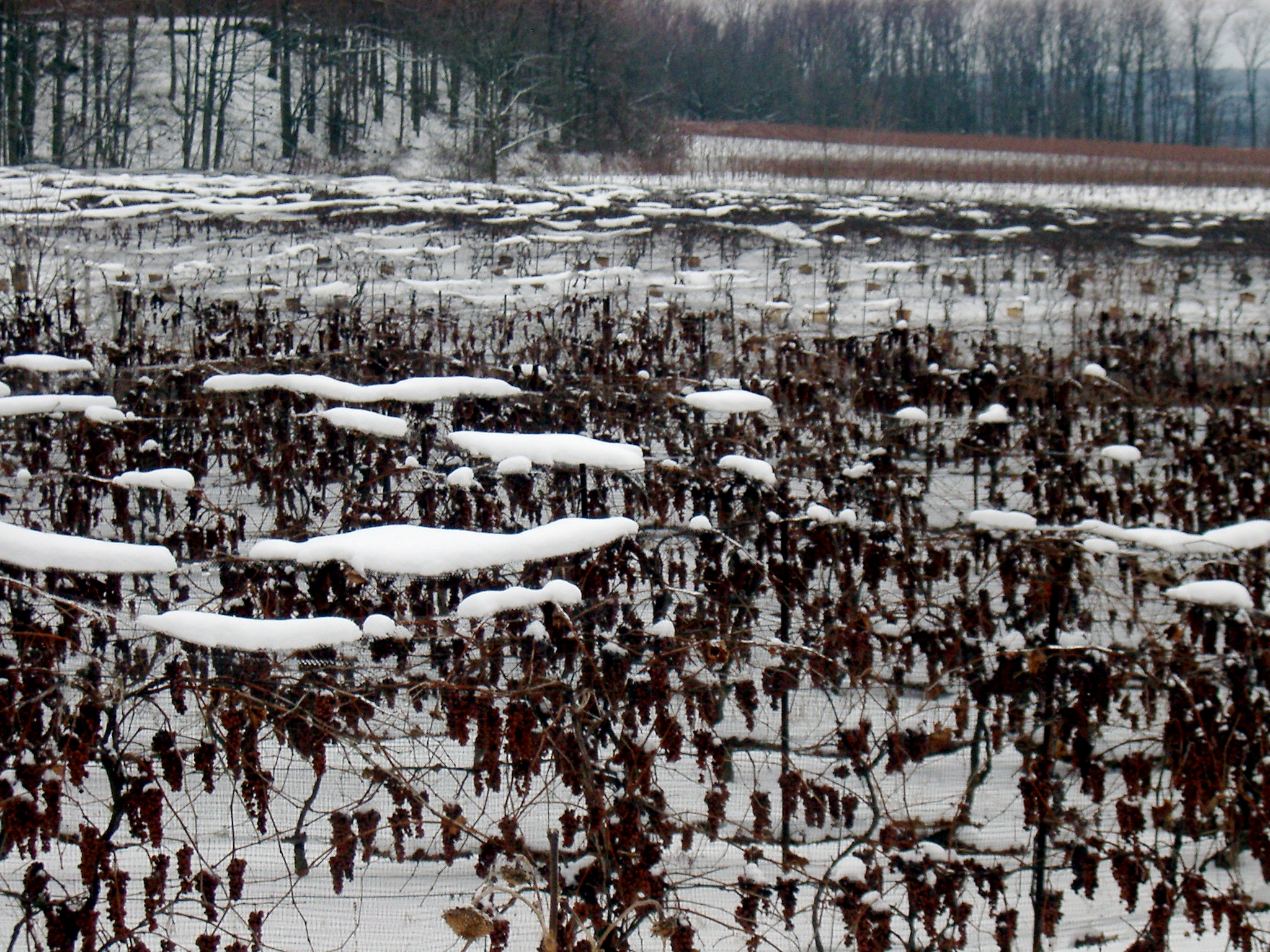
Bevroren wijngaard

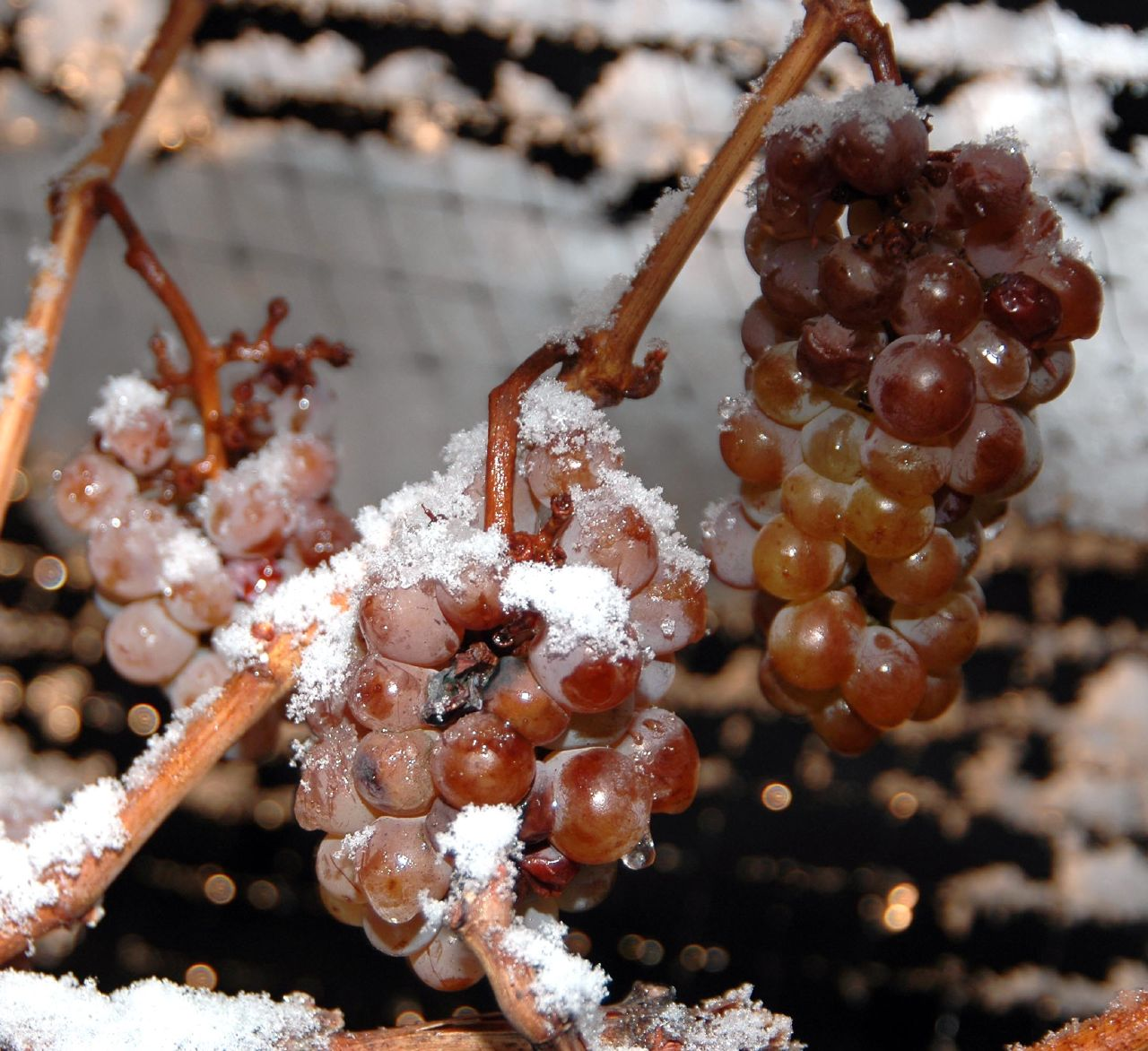
Bevroren druiven